# Palatul Cultural din Sighetu Marmației
Palatul Cultural din Sighetu Marmației este un monument istoric aflat pe teritoriul municipiului Sighetu Marmației.